# Daniel McCracken
Daniel D. McCracken (23 de julho de 1930 — 30 de julho de 2011) foi um cientista da computação estadunidense.

## Obras
- McCracken, Daniel D. (1957). Digital Computer Programming 1 ed. [S.l.]: Wiley
- McCracken, Daniel D.; Harold Weiss, Tsai H. Lee (1959). Programming Business Computers 1 ed. [S.l.]: Wiley. ASIN B000MFMTLG
- McCracken, Daniel D. (1961). A Guide to Fortran Programming 1 ed. [S.l.]: Wiley. ASIN B0000EGLDD
- McCracken, Daniel D. (1962). A Guide to Algol Programming 1 ed. [S.l.]: Wiley
- McCracken, Daniel D. (1962). A Guide to IBM 1401 Programming 1 ed. [S.l.]: Wiley
- McCracken, Daniel D. (1963). A Guide to Cobol Programming 1 ed. [S.l.]: Wiley
- McCracken, Daniel D.; Fred J. Gruenberger (1963). Introduction to Electronic Computing 1 ed. [S.l.]: Wiley
- McCracken, Daniel D.; William S. Dorn (1964). Numerical Methods and Fortran Programming 1 ed. [S.l.]: Wiley
- McCracken, Daniel D. (1965). A Programmer’s Introduction to the IBM System/360 Architecture, Instructions, and Assembler Language 1 ed. [S.l.]: IBM
- McCracken, Daniel D. (1965). A Guide to Fortran IV Programming 1 ed. [S.l.]: Wiley. LCCN 65026848
- McCracken, Daniel D. (1967). Fortran with Engineering Applications 1 ed. [S.l.]: Wiley
- McCracken, Daniel D.; Umberto Garbassi (1970). A Guide to Cobol Programming 2 ed. [S.l.]: Wiley. ISBN 978-0-471-58244-1
- McCracken, Daniel D. (1972). To Love or to Perish: The Technological Crisis and the Churches. J. Edward Carothers, Margaret Mead, Roger L. Shinn (eds.) 1 ed. [S.l.]: Friendship Press
- McCracken, Daniel D.; William S. Dorn (1972). Numerical Methods with Fortran IV Case Studies 1 ed. [S.l.]: Wiley
- McCracken, Daniel D. (1974). A Simplified Guide to Fortran Programming 1 ed. [S.l.]: Wiley
- McCracken, Daniel D. (1976). A Simplified Guide to Structured Cobol Programming 1 ed. [S.l.]: Wiley
- McCracken, Daniel D.; William S. Dorn (1976). Introductory Finite Mathematics with Computing 1 ed. [S.l.]: Wiley
- McCracken, Daniel D. (1978). A Guide to PL/M for Microcomputer Applications 1 ed. [S.l.]: Addison-Wesley
- McCracken, Daniel D. (1981). A Guide to Nomad for Applications Development 1 ed. [S.l.]: Addison-Wesley
- McCracken, Daniel D. (1984). Computing for Engineers and Scientists with Fortran 77 1 ed. [S.l.]: Wiley
- McCracken, Daniel D. (1986). A Second Course in Computer Science with Pascal 1 ed. [S.l.]: Wiley. ASIN B001NBX18S
- McCracken, Daniel D.; William I. Salmon (1987). A Second Course in Computer Science with Modula-2 [data structures] 1 ed. [S.l.]: Wiley
- McCracken, Daniel D.; William I. Salmon (1988). Computing for Engineers and Scientists with Fortran 77 2 ed. [S.l.]: Wiley. ISBN 978-0-471-62552-0
- McCracken, Daniel D.; Donald G. Golden (1990). Simplified Structured Cobol with Microsoft/MicroFocus Cobol 1 ed. [S.l.]: Wiley. ISBN 978-0-471-51407-7
- McCracken, Daniel D. (1992). Learning GEL By Example 1 ed. [S.l.]: Gain Technology
- McCracken, Daniel D.; Rosalee J. Wolfe (2003). User-Centered Website Development: A Human-Computer Interaction Approach 1 ed. [S.l.]: Prentice Hall. ISBN 978-0-13-041161-7